# División de Ingenios Blindados
La División de Ingenios Blindados (DIB) fue una unidad de tanques del Ejército Popular de la República creada durante la Guerra civil española.

## Historial
Cuando comenzó la Guerra civil, la República retuvo solamente algunos tanques como los Renault FT-17, además de tanquetas y auto-blindados. Fue a partir de la llegada del material soviético, con los tanques T-26, BT-5 y los automóviles blindados BA-6 y FAI, cuando se empezaron a organizar las primeras unidades de combate. A finales de 1936 era creada la "Brigada de Carros de Combate", compuesta por cuatro batallones de tanques T-26 y una compañía de reconocimiento equipada con automóviles blindados BA-6.
En octubre de 1937 se constituye finalmente la división para agrupar a las fuerzas blindadas republicanas. Quedó compuesta por dos brigadas blindadas, un Regimiento de tanques pesados y una Brigada de Infantería. El Regimiento de tanques pesados estaba equipado con los nuevos tanques BT-5, manejados por tripulaciones soviéticas. No obstante, la división no actuó como tal dado que las unidades que la componían se hallaban dispersas por varios frentes y actuaban de forma independiente. Otra circunstancia a tener en cuenta fue que a estas alturas de la guerra los republicanos habían relegado el papel de los tanques al de apoyo de la infantería.
A finales de 1937 estaba prevista su intervención en una ofensiva en el frente de Extremadura, junto a otras tropas del Ejército de Maniobra, aunque los planes fueron pospuestos en favor de una ofensiva en Teruel. Pero para la primavera de 1938 las Fuerzas blindadas republicanas se hallaban muy desgastadas. En el mes de mayo el coronel Sánchez-Paredes redactó un informe en el que recomendaba la compra de otros 300 tanques T-26:

...para evitar la desaparición de los batallones actuales, cuyo material, muy cansado con la sola excepción de los veinticinco tanques T-26 últimamente recibidos, está llegando al límite de su resistencia y merma rápida e incesantemente [sic] por el abuso y mal uso que se hace de él en los campos de batalla.

A mediados de 1938, tras el corte en dos de la zona republicana, la división se desdobló en dos: una agregada al Grupo de Ejércitos de la Región Central (GERC) y otra al Grupo de Ejércitos de la Región Oriental (GERO). La última operación en que intervinieron a gran escala las fuerzas blindadas republicanas fue durante la Batalla del Ebro.

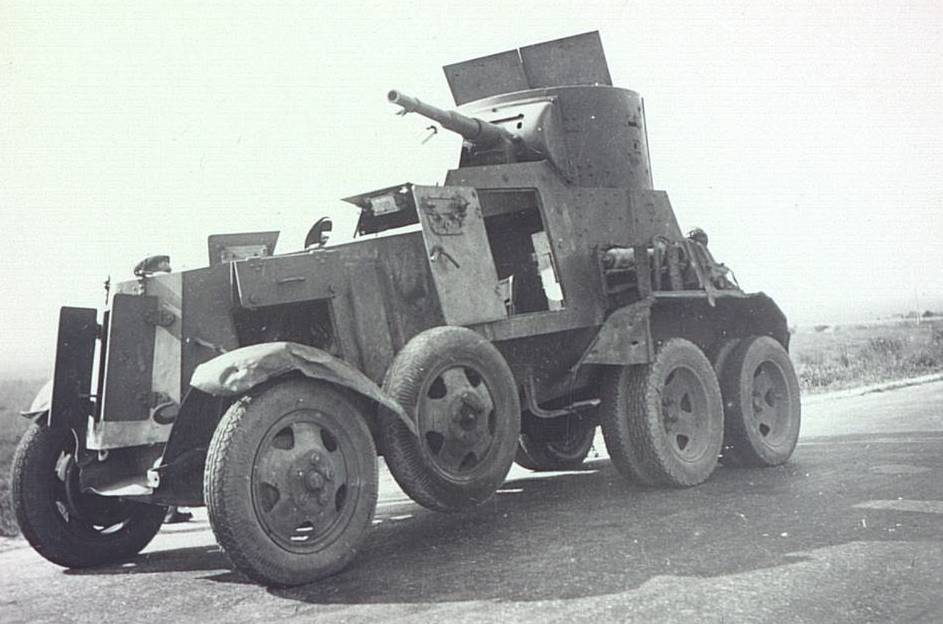
Un BA-6 en servicio en el Ejército Popular de la República

## Mandos
En el momento de su creación el coronel Rafael Sánchez-Paredes ostentaba la jefatura de la unidad, mientras que el también coronel Enrique Navarro Abuja era el Jefe de Estado Mayor. Luis Sendín, del PCE, ejerció como comisario político de la unidad.